# 8e régiment de hussards (France)
Le 8e régiment de hussards (8e RH) est une unité de cavalerie légère de l’armée française, créé sous la Révolution française. Il se distingua notamment lors des guerres de la Révolution et de l’Empire, puis à la Première Guerre mondiale.
Il est dissous à Altkirch en 1993. En 2017, son étendard a été confié au centre du renseignement terre (CRT) de Strasbourg.

## Création et différentes dénominations
- 23 novembre 1792 : levée du régiment des éclaireurs de Fabrefonds par le colonel Joseph Fabrefonds
- 26 février 1793 : renommé 9e régiment de hussards
- 4 juin 1793 : après la trahison du 4e régiment de hussards, il est renommé 8e régiment de hussards[1]
- 1796 : lors de la réorganisation de 1796 le 8e régiment de hussards garde son nom
- 1803 : le 8e régiment de hussards garde son nom et son rang obtenu en 1796.
- 1814 : dissous
- 1840 : recréé
- 1929 : dissous
- 1951 : recréé comme régiment de reconnaissance
- 1993 : dissous à nouveau
- 1998 : l'uniforme de la période 1789 à 1814 est recréé par l'association de reconstitution historique Maréchal Suchet, armée des Alpes, qui représente le régiment lors du bicentenaire d'Austerlitz en 2005.
- 2017 : le 8 octobre, l’étendard du 8e régiment de hussards est remis au centre du renseignement terre (CRT) de Strasbourg.

## Chefs de corps
- 1792 : Joseph Fabrefonds - Chef de brigade (*)
- 1793 : Jean Donnadieu - Chef de brigade
- 1793 : Louis Michel Auguste Thévenet, dit Danican - Chef de brigade
- 1796 : Rollot - Chef de brigade
- 1798 : Nicolas-François Fournier - Chef de brigade
- 1798 : Jacob François Marola dit Marulaz - chef de brigade (**)
- 1803 : Jacob François Marola dit Marulaz - colonel (**)
- 1805 : Jean-Baptiste Franceschi-Delonne - Colonel (*)
- 1806 : Jean-Baptiste, baron Laborde - Colonel
- 1809 : Jean-Simon Domon - Colonel (*)
- 1812 : Charles Yves César Cyr du Coëtlosquet - Colonel (*)
- 1813 : Nicolas Thurot - Colonel (*)
- 1840 : Jacques Delmas de Grammont (*)
- 1848 : Marie Constant Alphonse Rivet
- 1852 : Joseph Erasme Preud'Homme de Fontenoy (*)
- 1860 : Hugues Gabriel Marie Victor Payen de Chavoy
- 1867 : Gaston Alexandre Auguste Marquis de Galliffet (**)
- 1867 : Antoine Charlemagne (*)
- 1870 : Ferdinand de Lacombe
- 1876 : Effantin
- 1883 : Clicquot de Mentque
- 1888 : Reverony
- 1893 : Garié
- 1899 : de Montangon
- 1906 : de l'Espée
- 1910 : Renaudau d'Arc
- 1911 : Delaine
- pendant la Première Guerre mondiale
- 1917 : Balaresque
- 1919 : Altmayer
- 1927 : Mordacq
- Le régiment est dissous en 1929 et est recréé le 1er décembre 1951.
- 1er décembre 1951 : colonel Egarteler
- 26 novembre 1954 : lieutenant-colonel Marzloff
- 1955 : Ardant
- 1957 : de Pimodan
- 1958 : du Hays
- 1959 : de Montalivet
- 1960 : Dumesnil
- 1961 : d'Hotelans
- 1962 : Liger
- 1964 : Guinard
- 1966 : Delaunay
- 1968 : Fievet
- 1970 : Lefébure
- 1972 : Bouchet
- 1974 : Liger-Belair
- 1976 : Pagès
- 1978 : Bodeven
- 1980 : d'Humières
- 1982 : de Follin
- 1984 : Laffargue
- 1986 : Jourdain de Muizon
- 1988 : de Beaumont
- 1991-1993 : Mantel

Colonels tués et blessés alors qu'ils commandaient le 8e de hussards pendant la période de la Révolution et de l'Empire:
- Chef de brigade Jacob-François Marulaz : blessé à 5 reprises : une première fois en novembre 1793 puis le 30 avril 1794, le 18 mai 1794 et le 25 octobre 1796 ainsi que le 15 juin 1799. Seule cette dernière fut reçue en commandant le 8e de hussards
- Colonel Jean-Baptiste de Laborde : blessé le 14 octobre 1806 et tué le 6 juillet 1809
- Colonel Du Coetlosquet : blessé le 7 septembre 1812

Officiers tués et blessés pendant qu'ils servaient dans le 8e régiment de hussards (entre 1805-1815) :
- Officiers tués : 19
- Officiers morts des suites de leurs blessures : 4
- Officiers blessés : 87

 (*) Officiers ayant été promu par la suite au grade de général de brigade
(**) Officiers ayant été par la suite promu au grade de général de division 

## Historique des garnisons, combats et batailles du8ede Hussards
- Campagnes: Armée du Nord 1793 - Armée des côtes de La Rochelle 1793 - Armée du Nord 1794-1795 - Armées de Sambre et Meuse et de Rhin et Moselle 1797 - Armée d'Helvétie 1798 - Armée du Danube 1799 - Armée du Rhin 1800 - Grande Armée 1805-1807 - Allemagne 1809 - Russie 1812 - Allemagne 1813 - France 1814 - Italie 1859 - Algérie 1869-1870 - Algérie 1875-1877 - Grande Guerre 1914-1918 - Algérie 1957-1960.

Motif la hongroise, il rappelle la boutonnière, très particulière et typique de la mode hongroise, brodée sur les uniformes des premiers hussards engagés en France au XVIIIe siècle.

### Révolution et Empire

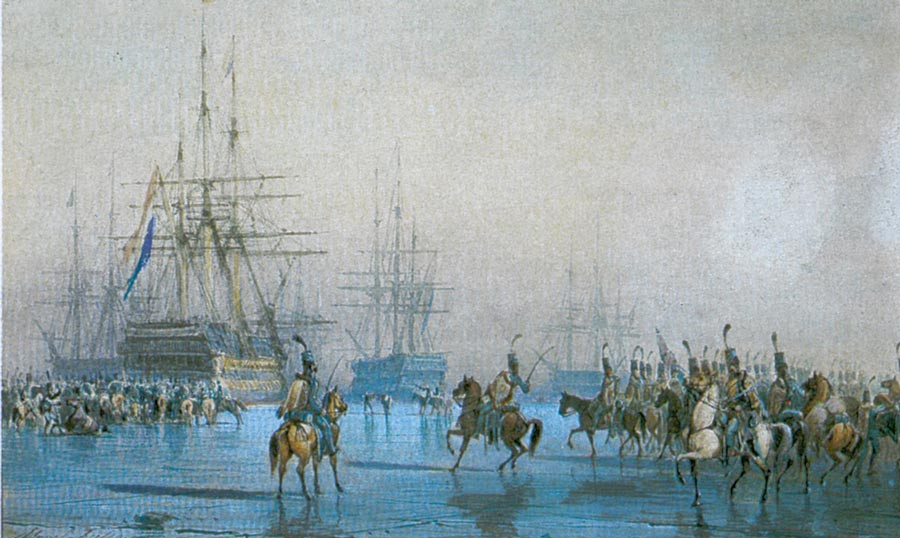
Le 8e le 23 janvier 1795, capture de la flotte au Helder.

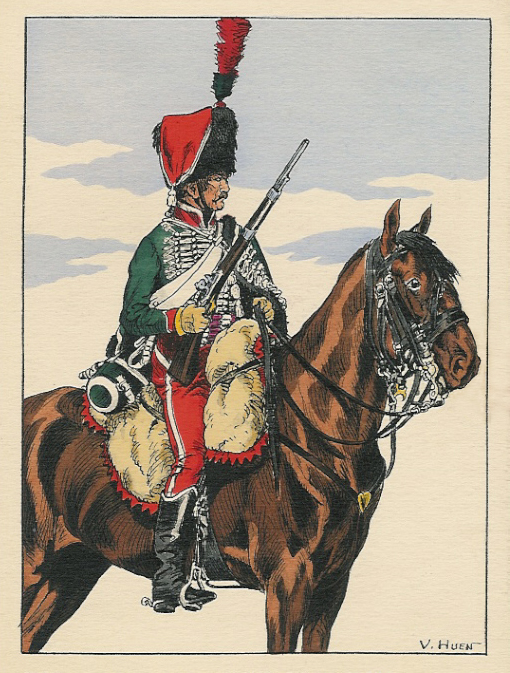
Équipement de 1804.

- 1793 : Armée des côtes de La Rochelle
  - Angers
- 7 décembre 1793 : mort du jeune Joseph Bara en Vendée
- 1794-1795 : Armée du Nord
- 1794 :
  - Boxtel
  - 1795 :
  - Necherau,
  - Bataille de Oppenheim,
  - capture de la flotte hollandaise au Helder
- 1795 - 1797 : Armée de Rhin-et-Moselle,
  - dépôts à la garnison de Reims et Besançon
  - 1796 : Laufenbourg
  - 1797 : Offenbourg
- 1798 - 1799 : Armée d'Helvétie
  - Première bataille de Zurich
- 1799 : Armée du Danube
  - Deuxième bataille de Zurich
- 1799 - 1801 : Armée du Rhin
- 1800 : Armée du Rhin
  - Stochach,
  - Buchloe,
  - Landsberg,
  - Lech,
  - Passage du Danube,
  - Indenfingen,
  - Goltz,
  - Bataille d'Augsbourg,
  - Bataille de Salzbourg.
- 1802 - 1804 : Armée des côtes de l'Océan
- 1805 : Campagne d'Allemagne
  - Memmingen,
  - Aicha
  - 2 décembre : bataille d'Austerlitz
- 1806 : campagne de Prusse et de Pologne
  - 14 octobre : bataille d'Iéna
- 1807 :
  - 8 février : bataille d'Eylau
- 1808 : Armée du Rhin
- 1809 : campagne d'Autriche :
  - Bataille de Ratisbonne,
  - Bataille d'Essling,
  - Bataille d'Enzerdorf,
  - Bataille de Wagram
  - Bataille de Znaïm.
- 1812 : Campagne de Russie
  - Bataille d'Ostrowno,
  - Bataille de Vilna
  - Bataille de Borodino.
- 1813 : Campagne d'Allemagne
  - Bataille de Magdebourg,
  - Bataille d'Altenbourg,
- 1813 : Campagne d'Allemagne
  - 5 avril: Combat de Möckern
  - 16-19 octobre : bataille de Leipzig
- 1814 : campagne de France (1814)
  - Bataille de Champaubert
  - 14 février 1814 : bataille de Vauchamps

### De 1815 à 1848

Cavalier du 8e régiment de hussards en 1845.

Par ordonnance royale en date du 29 septembre 1840 le 8e régiment de hussards est recréé, à 5 escadrons, à Lunéville. Il est formé, de 730 cavaliers, avec des éléments provenant principalement des 2e et 6e régiments de hussards, des 7e, 8e et 11e régiments chasseurs à cheval. 
- 1841 : en garnison à Vendôme
- 1842 : en garnison à Tours
- 1844 : en garnison à Saint-Germain-en-Laye
- 1846 : en garnison à Paris au Gros-Caillou, à Grenelle et à l'École Militaire
- 1847 : en garnison à Moulins. Deux escadrons détachés à Nevers
- 1848 : Armée des Alpes. En garnison à Saint-Symphorien-d'Ozon (Isère). Dépôt à Gray
- 1849 : trois escadrons en garnison à  Bourgoin et à la Tour-du-Pin

### Second Empire

Cavalier du 8e régiment de hussards en 1855.

En avril 1850 le régiment alors en garnison à Fontainebleau, est passé en revue, en octobre, par le prince Napoléon au camp de Satory.
Le 7 mai 1852, les 4e et 5e escadrons sont au Champ de Mars à Paris pour la distribution des Aigles de drapeau.
- 1852 : en garnison à Lille
- 1855 : en garnison à Moulins. Escadrons en garnison à Saint-Omer, à Bourges et à Nevers.
- 1857 : en garnison à Niort
- 1859 : Armée d'Italie. En garnison à Vesoul

En 1859, le régiment, à 4 escadrons, participe à la campagne d'Italie, sans être engagé dans les opérations actives. Affecté initialement dans le 3e corps d'armée avec lequel il entre dans Milan, il passe ensuite dans le 5e corps, avec lequel il embarque à Gênes pour Livourne puis il gagne Florence, puis Lucques. Après l’armistice il cantonne au lac de Garde puis Milan avant de retourner en France en mai 1860.
- 1862 : en garnison à Limoges
- 1864 : en garnison à Sedan, Rocroi et Givet
- 1865 : en garnison à Clermont-Ferrand
- 1866 : Quatre escadrons en garnison à Lyon. Dépôt à Clermont-Ferrand, puis à Vienne.

En novembre 1868, 2 escadrons sont envoyés à Sétif, Biskra et Bou Saada en Algérie.

Lors de la guerre de 1870, le régiment reste en totalité en Algérie jusqu'en décembre 1870, date à laquelle 4 escadrons sont envoyés à Tours, dans l'armée de la Loire avec laquelle il participe à plusieurs engagement contre les prussiens et finit la guerre à l'armée de Bretagne.

### De 1871 à 1914
En 1871, rattaché au, 3e corps d'armée versaillais, il participe à la semaine sanglante contre la Commune de Paris.

Les 5e et 6e escadrons restés en Algérie sont engagés contre dans des opérations de pacification en Kabylie orientale et se distingue lors de la défense de Bordj Bou Arreridj, attaquée, le 15 mars 1871, par 6 000 hommes du Cheikh El Mokrani. 
En mai ils font partie de la colonne Cérez dans l'Oued Sahel.
- 1871 : en garnison à Saint-Germain-en-Laye
- 1872 : en garnison à Fontainebleau

Entre mars 1875 et octobre 1877, le régiment est envoyé en Algérie dans les régions de Orléansville, Theniet El Had et Miliana.
Il retourne en France en octobre 1877 et prend garnison à Lyon.
- 1887 : en garnison à Vienne
- 1893 : en garnison à Verdun
- 1913 : en garnison à Meaux

### Première Guerre mondiale

#### Affectations
- Casernement en 1914 : Meaux ; 3e brigade de cavalerie légère.
- À la 3e division de cavalerie d'août 1914 à novembre 1918. La 3e DC était rattachée au corps de cavalerie Sordet jusqu'au 26 août 1914, puis au 1er corps de cavalerie jusqu'à l'armistice (la 3e DC sera rattachée au 2e corps de cavalerie d'avril à juin 1918, pour l'offensive des Flandres).

#### 1914
Le 1er août 1914, le 8e régiment de hussards quitte Meaux pour former la 3e division de cavalerie, formant avec le 3e régiment de hussards, la 3e brigade légère de cavalerie et débarque le lendemain à Auvillers-les-Forges, dans le département des Ardennes avec pour mission la surveillance de la frontière entre Hirson et Rocroy.
Le 6 août, rattaché au corps de cavalerie Sordet dont il forme l'avant-garde, le régiment franchit la frontière belge en direction de Liège.
Le 8 août, le 8e hussards est engagé dans des combats à Nandrin contre le 19e régiment de dragons (Oldenbourg). Les troupes allemandes participant à la bataille de Liège étant trop nombreuses, le régiment se replie le 9 août derrière la Lesse ou il tient les passages.
Le 21 août, lors de la bataille de Charleroi, durant la bataille des Frontières, le 8e RH est engagé à Pont-de-Celles.
Après la bataille de Charleroi, la 3e brigade légère de cavalerie, dont fait partie le 8e hussards, assure l'arrière-garde du 1er corps de cavalerie durant la Grande Retraite. Il se trouve ainsi aux combats à Séranvillers, au Sud de Cambrai, occupé par les troupes allemandes, puis à Guyencourt. Le régiment poursuit la retraite, en passant par Péronne, jusqu'au Sud de la Somme.
Le 27 août, le 1er escadron se heurte près de Barastre à une brigade de cavalerie allemande. Après un bref engagement, ou l'escadron se distingue en mettant hors de combat plusieurs officiers et cavaliers, il continue la retraite.
Le 5 septembre, après la victoire de la Marne, le 8e hussards qui se trouve à l'Ouest de Paris reçoit l'ordre de se porter vers l'Est de la capitale pour se porter sur l'Ourcq et le 9 septembre il se heurte à une forte résistance à Betz. La poursuite continue et l'ensemble de la 3e DC, dont fait partie le régiment, est engagé successivement à Compiègne, Estrées-Saint-Denis, Ressons-sur-Matz et Lassigny afin d'inquiéter l'ennemi sur le flanc gauche.
Le 15 septembre, le 8e RH se porte sur Noyon et occupe les hauteurs de Crisolles afin de surveiller la route de Guiscard. Recevant l'ordre de rallier la 3e division de cavalerie à Larbroye il est attaqué dans les bois par l'infanterie allemande. Malgré des pertes importantes, parvenu à se dégager, le régiment se porte alors sur Vignemont où il rejoint la division.
Le 25 septembre, durant la Course à la mer, engagé devant Fouquescourt, le régiment parvient à enrayer l'avance ennemie malgré un violent bombardement.
Le 26 septembre, le régiment attaque Chilly mais se heurte sur la route de Lihons-Chilly à des éléments d'infanterie fortement organisés. C'est là que les cavaliers du 8e hussards trouvèrent devant eux les premières tranchées de la guerre de position.
Le 1er octobre les 2e et 4e escadrons exécutent une brillante reconnaissance offensive sur Chérisy.
Du 1er au 20 octobre le régiment prend part aux opérations de couverture d'Arras et à la défense de Béthune, combattant successivement à Boiry-Becquerelle, Mercatel, Salomies[Où ?], devant Liévin et Lens, Souchez, Givenchy et à Aix-Noulette qui fut réoccupé par les Français le 6 octobre.
La forme nouvelle que prennent les opérations, amenant chaque jour des éléments de la division à combattre à pied, oblige le commandement à constituer ces groupes légers qui, au cours de la campagne, devaient s'illustrer et former plus tard le noyau des régiments de cuirassiers à pied. Du 22 au 24 octobre, laissant ses chevaux à la Rue Pétillon, à Fleurbaix, le 8e Hussards tient une ligne de tranchées entre deux corps d'armée anglais, face à Fournes et est relevé par de l'infanterie indoue.
Quelques jours plus tard, les 1er, 2e, 3e et 4e escadrons prennent part, en shako et carabine sans baïonnette, à l'attaque de Messine dans la région de Kemmel.
Le régiment reste en Belgique jusqu'au 15 novembre avant de partir au repos avec le 1er corps de cavalerie dans la vallée de la Canche, où il arrive le 6 décembre 1914.

#### 1915
À partir du 8 janvier 1915, le régiment est organisé en détachement de 100 cavaliers qui prend les tranchées à la Fosse-Calonne à Liévin.
Le 13 février 1915, le régiment est embarqué à Saint-Just-en-Chaussée et transporté dans la région de Chalons-sur-Marne d'où il se rend dans la région de Vitry-le-François.
Le 1er avril, il est envoyé dans l'Est, à Gerbéviller où il organise défensivement la lisière Nord de la forêt de Mondon située à Moncel-lès-Lunéville.

### Entre-deux-guerres
Le 24 avril 1919, à Worms, les batailles de l'Aisne et de La Marne sont inscrites sur l'étendard et le régiment reçoit la Croix de Guerre des mains du général Mangin.
En octobre 1919, le régiment est intégré dans la brigade mixte de Kehl, et se fixe à Strasbourg.
Le 1er mai 1929, le régiment est dissous, à la suite de la dissolution de l'armée du Rhin et la réduction de la durée du service militaire.

### Seconde Guerre mondiale
Le régiment n'existe pas, il a été dissous en 1929.

### Guerre d'Algérie
Le 1er décembre 1951, dans le cadre de l'organisation de la 6e division blindée, le 8e régiment de hussards est recréé en tant que régiment de reconnaissance à Lunéville, à partir d'éléments du 31e régiment de dragons, sous le commandement du colonel Egarteler.
En garnison à Épernay il est équipé avec du matériel américain : automitrailleuses M8 et M20 et de Jeep.
Il reçoit par la suite des EBR Panhard modèle 51 avec tourelle FL11 qu'il est la première unité à expérimenter, des AMX 13, et des Delahaye VLR.
Le 14 juillet 1955 : un escadron d'EBR et un escadron d'AMX 13 du 8e régiment de hussards défilent sur l'avenue des Champs-Élysées avec ses EBR Panhard modèle 51,.
Le 14 août 1955 les 1er et 3e escadrons quittent Épernay pour Marseille, le 16, ou ils embarquent pour Alger sur le cargo Kroumir (pour le matériel) et le Ville d'Alger (pour le personnel). Arrivés en Algérie le 19 août, ils sont dirigés dans le département de Constantine. Ils sont envoyés en opérations dans l'Aurès, secteur d'El Harrouch, Jemmapes, Tamalous et dans la presqu'île de Collo. Le PC s'installe d'abord à Constantine puis à El Khroub.
En octobre, les 2e et 5e escadrons embarquent à Marseille, sur le Capitaine Louis Malbert et l'Isée viennent renforcer les escadrons déjà en place et en février l'ensemble du régiment, composé principalement d'appelés, est déployé dans le Constantinois durant les années 1956 et 1957.
En novembre 1958, la totalité du 8e hussards est envoyé sur la frontière algéro-tunisienne, dans le secteur de la wilaya de Tébessa ou jusqu'en juin 1960 il effectue des patrouilles le long de la frontière.
En juin 1960, il est relevé de sa mission et est dirigé dans le département d'Alger, à Paul Cazelles puis Berrouaghia, où il remplace le 1er régiment de spahis.
En décembre 1960 et avril 1961, le 1er escadron est désigné pour aller à Reggane afin de participer aux applications militaires des essais nucléaires Gerboise rouge et verte.
En juillet 1961, les 1er et 2e escadrons partent pour Alger où ils embarquent aussitôt sur des barges de débarquement en direction de Bizerte, en Tunisie, pour participer au dégagement de la base militaire encerclée par l'armée tunisienne.

### De 1961 à 1993
À la mi-octobre 1961, la totalité du régiment, partant simultanément de Bizerte et d'Alger, embarque pour la France et rejoint Colmar où il devient le régiment de reconnaissance de la 7e division légère blindée.
En 1965, le régiment rejoint sa nouvelle garnison à Altkirch.
Les 3 escadrons participent au défilé militaire 14 juillet 1988 avec 33 AMX 10 RC et les 20 Peugeot P4 Milan.
Le 7 mai 1993 le 8e régiment de hussards est dissous à Altkirch.

### Le centre du renseignement terre
Le 8 octobre 2017, le centre du renseignement terre (CRT) de Strasbourg reçoit la garde de l'étendard du 8e régiment de hussards.

## Faits d'armes inscrits sur l'étendard
Il porte, cousues en lettres d'or dans ses plis, les inscriptions suivantes,:
- Stokach 1800
- Austerlitz 1805
- Iéna 1806
- Wagram 1809
- L'Aisne 1918
- La Marne 1918
- AFN 1952-1962

### Décorations du régiment
Sa cravate est décorée :
De la croix de guerre 1914-1918 avec 1 palme , puis de la médaille d'or de la Ville de Milan .

### Décorations données à des soldats du régiment
- Colonel Jacob-François Marulaz : Sabre d’honneur (reçu le 22 mars 1801)
- Maréchal des logis Jean Bodurot : Sabre d’honneur
- Maréchal des logis Philippe Erhard : Sabre d’honneur
- Brigadier Albinien Fontanier : Mousqueton d’honneur
- Hussard Nicolas Gelminger : Mousqueton d’honneur
- Brigadier Gabriel Sautereau : Carabine d’honneur

## Traditions
Recréation de la fanfare en l'an 2000 (voir plus bas) qui porte haut et fière les couleurs du "8" par le biais de ses innombrables prestations musicales à travers toute l'Europe. Celle-ci est équipée depuis 2011, d'uniformes fidèlement reconstitués, par les Ateliers du Chat Botté, selon l'ordonnance d'habillement de 1810 du 8e hussard.

### Devises
- 1er escadron : Polka
- 2e escadron : Second de personne
- 3e escadron : Quel que soit l'obstacle
- 4e escadron : Qui qu'en groigne
- 5e escadron : Investigation
- 11e escadron : Gaudium animae in actis (La joie de l'âme est dans l'action)
- de la fanfare aujourd'hui : " Et par Saint Georges, vive la cavalerie! Et par Lasalle, vivent les hussards! Et par Marulaz, vive le 8! "

### Uniformes
- Révolution et Empire jusqu'à la fin de la campagne de Pologne en 1807 :
  - Dolman vert chasseur avec brandebourg blanche, bouton en acier
  - Culotte à la hongroise rouge vif avec passementerie blanche
  - Shako de cuir avec drap noire à partir de 1806 (après la campagne d'Autriche), pas de plaque de régiment
  - Charivari de campagne vert chasseur avec basane de cuir à l'entrejambe.
  - Gilet composé de 3 rangée de bouton sous la révolution puis 5 rangée sous l'Empire couleur rouge vif, bouton argenté, brandebourg blanches

### Fanfare

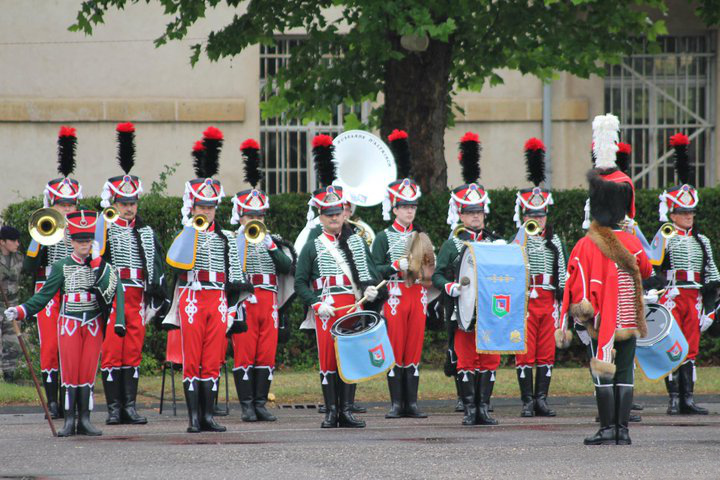
Fanfare des Hussards d'Altkirch. (nouveaux uniformes réalisés en 2011 par les Ateliers du Chat Botté

Le 11 novembre 2000, la Fanfare de cavalerie du 8e régiment de hussards est recréée sous forme associative avec l'appellation « Fanfare des Hussards d'Altkirch ». Elle est l'une des toutes dernières fanfare de cavalerie traditionnelle de France. Cette formation est composée d'une vingtaine de nostalgiques et anciens musiciens appelés ou engagés, venant des quatre coins du département.

## Personnalités ayant servi au8erégimentde hussards
- Le général Philippe Christophe de Lamotte-Guéry (1769-1848), comme lieutenant (1793)
- Auguste Louis Petiet (1784-1858), militaire et homme politique français du XIXe siècle.
- Maurice de Tascher : cousin éloigné de l’impératrice Joséphine servit en tant que sous-lieutenant dans le 8e de hussards
- Joseph Bara, tambour au régiment avant de mourir le 7 décembre 1793 pendant la guerre de Vendée
- Le général Regnaud de Saint-Jean d'Angély
- Le Général Philippe Morillon, commandant la Forpronu, en qualité de Chef d'Escadron.
- Charles René Marie Duhamel, ancien officier au 8e Hussards, commandant du troisième bataillon des Garde mobile de Reims en 1870
- Le Général Jacques Pagès, chef de corps du 8e Hussard de 1976 à 1978
- Le Général Bertrand Ract-Madoux ancien Chef d'Etat Major de l'Armée de Terre
- Sébastien Birgy (1768-1856), dit « Perquit », général et baron d'Empire.